# Bregenz
Bregenz é uma cidade no extremo oeste da Áustria, capital do Estado do Vorarlberg. Fica localizada na parte sul do Lago de Constança, perto da fronteira com a Suíça e com a Alemanha. A cidade é parte de uma aglomeração urbana com diversas comunas, entre a Áustria, a Alemanha e a Suíça, sendo Bregenz uma das principais. Fica do lado oposto a cidade alemã de Lindau, em relação ao Lago de Constança.

Era conhecida como Brigantium durante o período romano. Fica perto das cidades austríacas de Lauterach, Dornbirn, Kennelbach, Hard, Lustenau e Fußach e mais algumas outras. Juntas, elas formam a principal aglomeração urbana do estado de Vorarlberg.

## População
Bregenz tinha 26.752 habitantes no ano de 2001. (1991:27.097; 1981:24.561; 1971:23.179)

## Política

### Burgomestre
Os burgomestres da cidade desde 1945 eram:
- 1945-1945: Dr. Stefan Kohler
- 1945-1947: Dr. Julius Wachter
- 1947-1950: Othmar Michler
- 1950-1970: Dr. Karl Tizian
- 1970-1988: DI Fritz Mayer
- 1988-1990: Mag. Norbert Neururer
- 1990-1998: Dipl.-Vw. Siegfried Gasser
- Seit 1998: DI Markus Linhart

### Conselho Municipial
- ÖVP: 14
- SPÖ: 13
- Grüne: 5
- FPÖ: 2
- Bregenz denkt: 2